# Jadoulhoeve

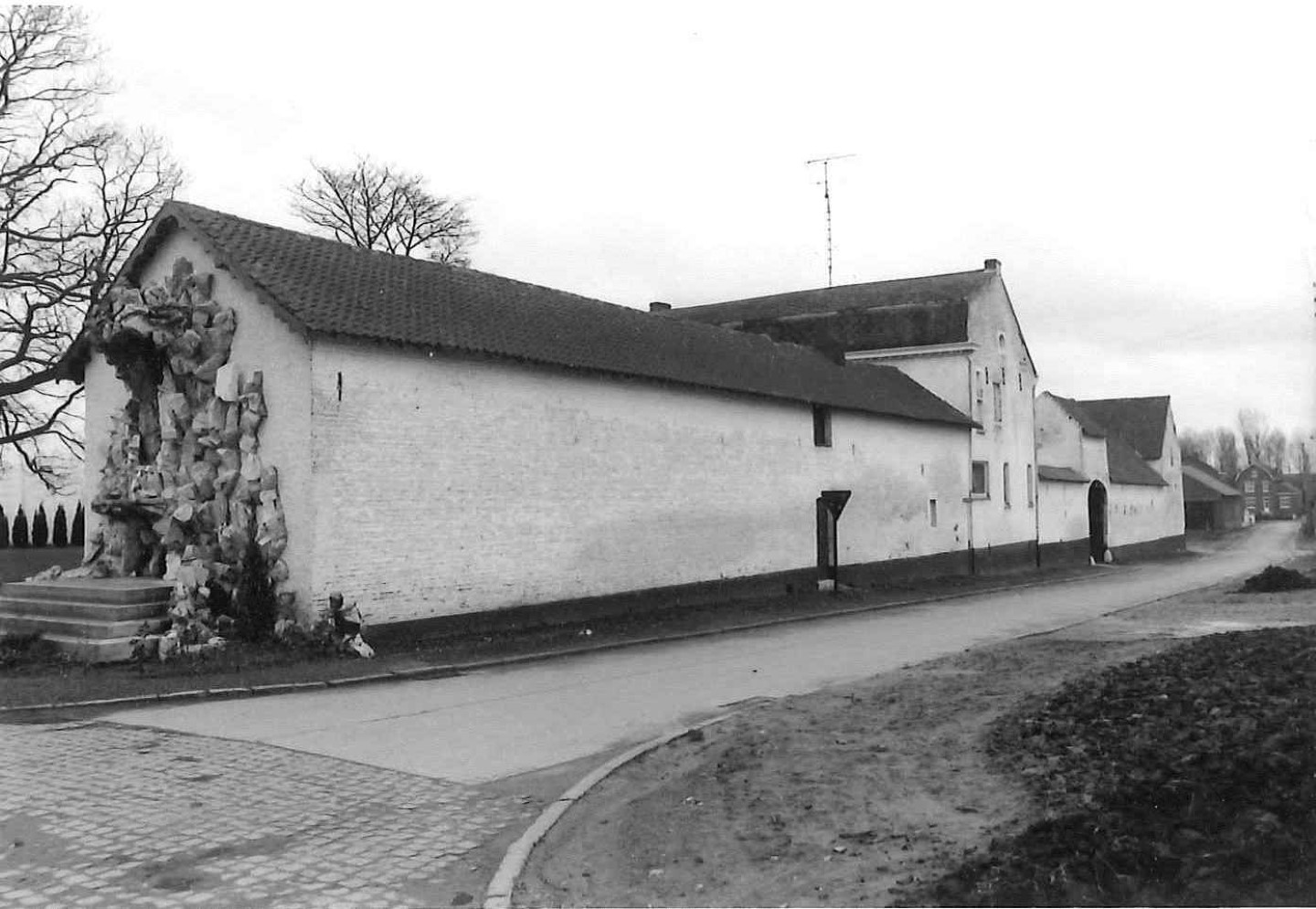
Jadoulhoeve in Vorsen

De Jadoulhoeve is een vierkantshoeve gelegen aan Hoogstraat 34 te Vorsen.
Reeds in 1469 werd deze hoeve vermeld. Ze behoorde tot de domeinen van de Abdij van Susteren. De hoeve werd verbouwd in de 2e helft van de 18e eeuw, onder meer in 1788, een jaartal dat verschijnt op een inscriptie in het gebint van de dwarsschuur. De oude kern van het woonhuis is van 1845. In de 19e en 20e eeuw vonden nog verbouwingen plaats aan het complex.
Het geheel is gebouwd rondom een vierkante, gekasseide, binnenplaats.